# Stowaway
 Stowaway és una pel·lícula estatunidenca dirigida per William A. Seiter, estrenada el 1936.

## Argument
Barbara Stewart (Ching-Ching) és una orfe recollida per missioners. Arribant a Xangai, Ching-Ching coneix Tommy Randall, un milionari estatunidenc. Deixant la noia al cotxe, Tommy marxa a fer un cafè i quan torna, ha desaparegut. Però s'havia amagat al maleter a causa de la pluja que començava a caure i s'havia adormit. Tommy marxa al creuer i fa pujar el cotxe al celler del vaixell mentre Ching-Ching és encara dins. Quan desperta, Ching-Ching fa desgraciadament caure una capsa i el capità la pren per a un passatger clandestí (stowaway vol dir clandestí). És trobada a la sala de bany de la cambra de Suzanne, una jove i de la seva futura sogra Sra. Hope i el capità no pot creure que és una noia tan petita noia causi tant de rebombori. Ching-Ching s'assabenta llavors que el seu oncle Tommy és a bord. Després, el fill de la Sra. Hope, aviat marit de Suzanne, Richard Hope arriba després d'haver rebut un correu de la seva mare que el prevé de les sortides de Suzanne i de Tommy junts amb Ching-Ching. La pobra noia ha perdut els seus pares adoptius i ha d'anar a un internat de noies. Finalment, Suzanne trenca amb el seu promès i es casa temporalment amb Tommy perquè adopti Ching-Ching. El dia del seu divorci, Suzanne i Tommy s'adonen que s'estimen i Ching-Ching troba finalment la felicitat d'una casa acollidora.

## Repartiment
- Shirley Temple: Barbara 'Ching-Ching' Stewart
- Robert Young: Tommy Randall
- Alice Faye: Susan Parker
- Eugene Pallette: The Coronel
- Helen Westley: Mrs. Hope
- Arthur Treacher: Atkins
- Allan Lane: Richard Hope
- J. Edward Bromberg: Jutge J.D. Booth
- Astrid Allwyn: Kay Swift
- Robert Greig: capità del SS Victoria
- Jayne Regan: Dora Day
- Julius Tannen: Jenkins
- Willie Fung: Chang
- Philip Ahn: Sun Lo

## Música
- Goodnight My Love. (la cançó té lloc un vespre a la cabina de Tommy on Barbara canta una cançó de bressol que ha après de la seva mare)
- You've Gotta S-M-I-L-E. (la cançó passa en un concurs d'imitació de cants estatunidencs en una escala, cantat per Ching-Ching)
- That's What I Want For Christmas (la cançó té lloc al final de la pel·lícula, és cantada per Ching-Ching quan la família és reunida)